# Абил, Конысбай Искендирулы
Конысбай Искендирулы Абил (21 мая 1954, Джангельдинский район, Костанайская область — 3 декабря 2022) — народный поэт Казахстана, известный айтыскер, сатирик, композитор и журналист.

## Биография
С 1998 года Конысбай Абил основал развитие государственного языка в Астане. Свой первый шаг он начал в должности заведующего сектором развития языков акимата Астаны (1998 г.), а через 4-5 месяцев ему удалось превратить сектор в языковой отдел. В начале 2002 года он открыл в столице отдел развития языков и решительно работал в направлении развития родного языка. Под руководством Толегена Мухамеджанова, тогдашнего заместителя акима города Астаны, при правлении был открыт центр ускоренного обучения государственному языку «Руханият», где специальную подготовку проходили и представители других национальностей.
Он добился многих достижений в области пропаганды казахских традиций, культуры и искусства. Под организацией К.Абиля в Астане прошли 10 праздников поэтов республиканского уровня. В целях воспитания молодого поколения в духе героев народных сказок был учрежден конкурс «Тазша бала», открывший путь к признанию многих талантов в стране. Имена Данияра Хамзина, Турсынбека Кабатова и Рината Заитова, ставших победителями этого конкурса, широко известны по всей республике. Также стало традицией отмечать Наурыз как национальный праздник, организовывать Языковой фестиваль, устраивать «Час поэзии» возле памятника Абаю, проводить встречи с живущими в столице писателями.
С 2008 по 2015 годы работал заведующим сектором Управления редактирования и перевода Мажилиса Парламента Республики Казахстан.

  Конысбай Абил также внес значительный вклад в возвращение нашему народу почти забытого великого искусства нашего народа – айтыса поэтов, в его процветающее развитие. В конкурсе выступлений приняли участие актеры современного казахского айтиса Кокен Шакееев, Кокбай Омаров, Асельхан Калыбекова, Асия Беркенова, Катимолда Бердигалиев, Шинболат Дильдебаев, Эрик Аскаров, Токтамурат Жомарт из Монголии, Амангельди Жусипов из России.
Скончался 3 декабря 2022 года. Похоронен в Национальном Пантеоне Казахстана.

## Награды
- «Почетный гражданин Аркалика» 1989 г.
- В 1990 году присвоено звание «Народный поэт Казахстана».
- Медаль «Астана» 1998 г.,
- В 2001 году медаль «10 лет независимости Республики Казахстан».
- Медаль «10 лет Конституции Республики Казахстан» 2003 г.
- «Почетный гражданин Торгая» 2004 г.
- В 2004 году медаль «Родной язык» Международного общества «Казахский язык».
- В 2004 году награжден орденом «Парасат».
- Медаль «10 лет Астане» 2008 г.
- Медаль «20 лет Конституции Республики Казахстан» в 2015 году.

## Достижения в искусстве
В 1984-1985 годах лауреат Всесоюзного фестиваля народного творчества.
В 1984 году вторая премия республиканского конкурса поэтов к 100-летию Кенена Азирбаева.
В 1986 году вторая премия республиканского «Конкурса юношей и девушек».
В 1985 году стал победителем телевизионного конкурса поэтов Торгай-Кокшетауского района.
В 1988 году победитель телевизионного конкурса поэтов Тургай-Жезказганского района, главный призёр III республиканского конкурса поэтов, главный призёр конкурса поэтов Средней Азии и Казахстана, проходившего в Ташкенте, а также 300-летие Кабанбая батыра Б. Мылин и С. Он обладатель Гран-при конкурса, посвященного 100-летию Торайгырова, и многих других поэтических конкурсов.

## Произведения
1980 год «Бастау», стихи, А., «Жалын»,
1987 год "Көршілер", рассказы, А., «Жалын»,
1989 год «Алаңғасар", юмористические рассказы и очерки, А., «Өнер».
2000 год «Қонысбайдың қалжыңдары», анекдоты, Астана., «Елорда»,
2001 год «Жетпіс жетінің жігіттері», рассказы, Астана, «Фолиант»,
2004 год «Топ жардым туын жықпай туған елдің...», стихи, айтысы, Астана, «Фолиант»,
2008 год «Әй-әй ақын» әлдиі», художественный роман, Астана, «Сары-Арқа»,